# Landhuis Savonet

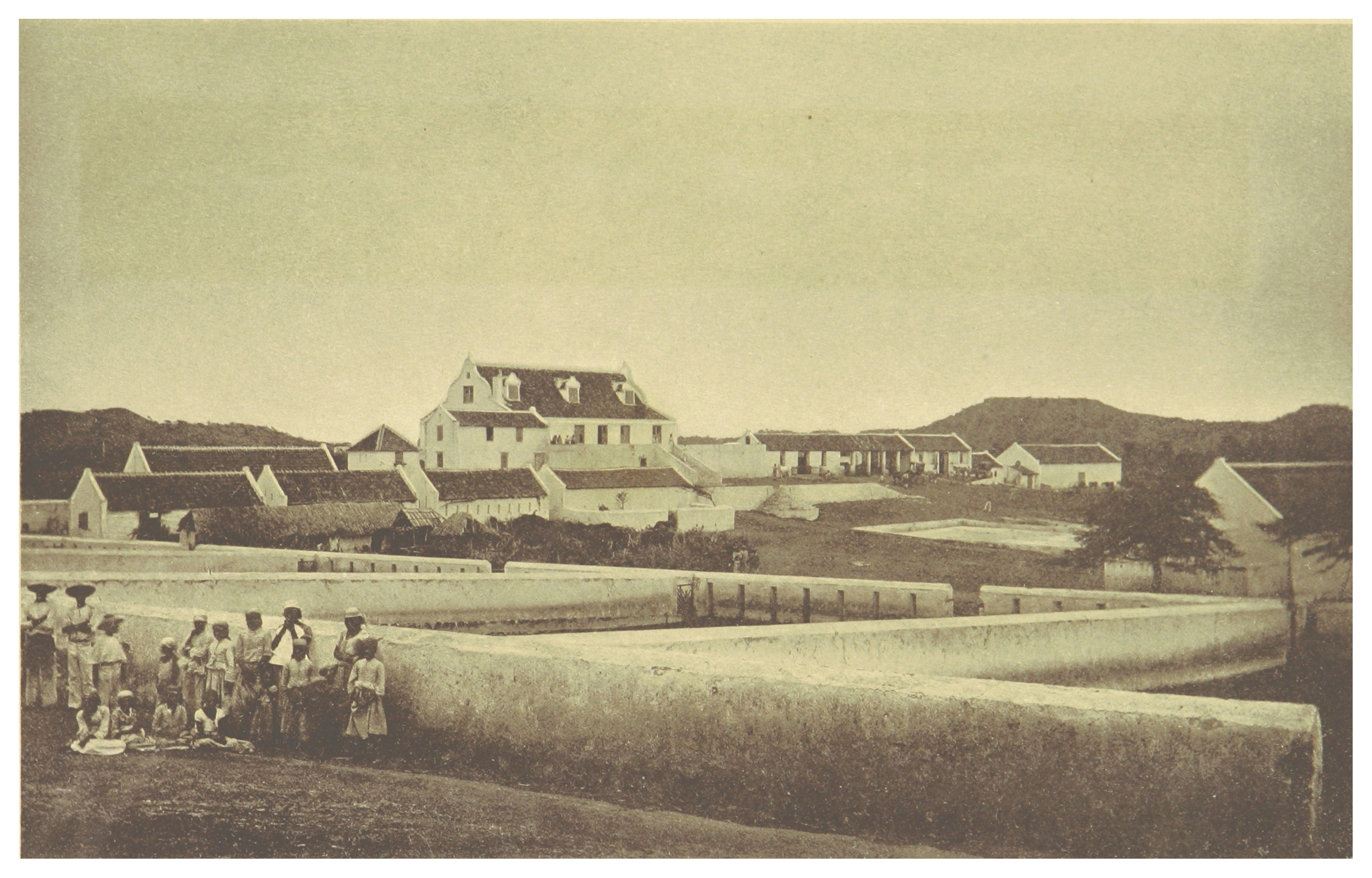
Plantage Savonet voor 1887. De meeste bijgebouwen werden gesloopt bij de openstelling van het Christoffelpark in 1978.

Landhuis Savonet is een voormalig plantagehuis in Curaçao.  Het wordt beschouwd als het best bewaarde en meest complete plantagehuis in Curaçao.
De buitengebouwen liggen bij de entree van het Christoffelpark. Sinds 2010 is het Savonet Museum er gevestigd.

## De plantage
Plantage Savonet werd rond 1662 aangelegd door Willem Beck en is daarmee een van de oudste plantages op Curaçao. De naam zou zijn afgeleid van het woord "savanne" of van de aanwezigheid van de "zeepboom" of "savonetappel" (Sapindus saponaria L.).
De plantage begon met de productie van gierst en ging later over op pinda's. Na de samenvoeging met Zorgvlied werden experimenten gedaan met indigo, katoen (vanaf 1837 in een aparte katoentuin), sisal en vanaf 1848 met cochenille. Er werd ook op kleine schaal koffie verbouwd en rond de eeuwwisseling kokos en rode mombinpruim (makapruim). Andere gewassen waren aloë (vanaf eind negentiende eeuw) en maïs (nog steeds in gebruik). Ook was er een boomgaard, het mahokkenbos (mahoniebos) waar ook enkele mispels en  dadelpalmen groeien. Savonet was een van de meest productieve plantages van Curaçao, maar toch werd naar schatting slechts tien procent van de grond gebruikt voor gewassen. Op de plantage werden ook veel koeien, schapen, geiten en pluimvee gehouden.
Rond 1830 werd Savonet door Matthias van der Dijs samengevoegd met Zorgvlied. Hierdoor omvatte de plantage 1574 hectare land, waarmee dit het grootste landgoed van het eiland werd. HIj telde in de tweede helft van de negentiende eeuw ongeveer 2400 schapen, 850 geiten, 400 koeien en 60 varkens. De plantage was werkzaam tot het sanatorium in Willemstad vanaf 1963 geen melk meer afnam. Daarna werden de koeien verkocht.  Het vroegere irrigatiesysteem is nog redelijk intact. Door het hele Christoffelpark liggen vele putten, dammen en watermolens om het water vast te houden in het droge gebied.
Plantage Savonet is kandidaat voor de Werelderfgoedlijst van UNESCO.

### Zorgvlied en Zevenbergen
De plantages Zorgvlied en Zevenbergen lagen hoger in de bergen van het Christoffelpark dan Savonet. Omdat hier minder water beschikbaar was en de beschikbare hoeveelheid geschikte landbouwgrond veel kleiner, waren ze vanaf het begin eigenlijk niet levensvatbaar en gedoemd om te worden verlaten, verkocht en te worden samengevoegd met grotere plantages om als veegrond te kunnen dienen.
Zorgvlied is kort na  1700 gesticht. Het landhuis had open zicht op Savonet om in geval van gevaar elkaar met vuur te kunnen waarschuwen. In 1715 werd het een 'waardeloos stuk grond' genoemd en in 1720 werd het verenigd met Savonet, maar later werd het goed weer gesplitst. Het landhuis werd verwoest tijdens de slavenopstand van 1795. In 1827 of 1834 werd het door Matthias van der Dijs voor de tweede keer bij Savonet getrokken.
Over Zevenbergen is weinig bekend behalve dat tot slaaf gemaakten zich tijdens de opstand van 1795 in de voorraadschuren verschansten, waarop de Hollanders deze in brand staken en de waterbronnen vergiftigden om de opstand te breken. De plantage van 650 hectare werd in 1864 net als landgoed Lagún samengevoegd met plantage Knip (dit was overigens vóór 1834 ook al het geval) en is sindsdien verworden tot een ruïne. In die eeuw moet het landgoed eveneens bij Savonet zijn gevoegd.

## Het plantagehuis
Het koloniale plantagehuis Savonet is gebouwd tussen 1662 en 1664. De meeste bouwmaterialen moesten uit Holland komen waardoor de levertijd lang en onzeker was, dus gebruikte men een pleister van gebluste kalk en zand op koraalsteen en -puin. Omdat de brokken koraal niet allemaal even groot waren, maakten de bouwers de muren dik. De Hollandse dakpannen zijn meer dan 150 jaar oud.
Het centrale deel van het hoofdgebouw heeft één verdieping met een rechthoekige plattegrond, een zadeldak met dakkapellen, een topgevel met pijnappelbekroning, en staat op een verhoging. Het heeft flankerende galerijen met schuine daken en een terras rondom. De plantagevoorzieningen omvatten onder meer magasina’s (opslagplaatsen), stallen, veekralen, een zuivel- en maalhuis, smederij, dorsvloer, waterbak en overblijfselen van de slavennederzetting.
Het landhuis zou volgens een volksverhaal in 1806 zijn platgebrand door de Engelse kapitein John Murray en tussen 1815 en 1834 in achttiende-eeuwse stijl ernaast zijn herbouwd, maar bij opgravingen bij de restauratie van het huis in 2009 werden geen bewijzen gevonden voor een brand.

## Slavernij

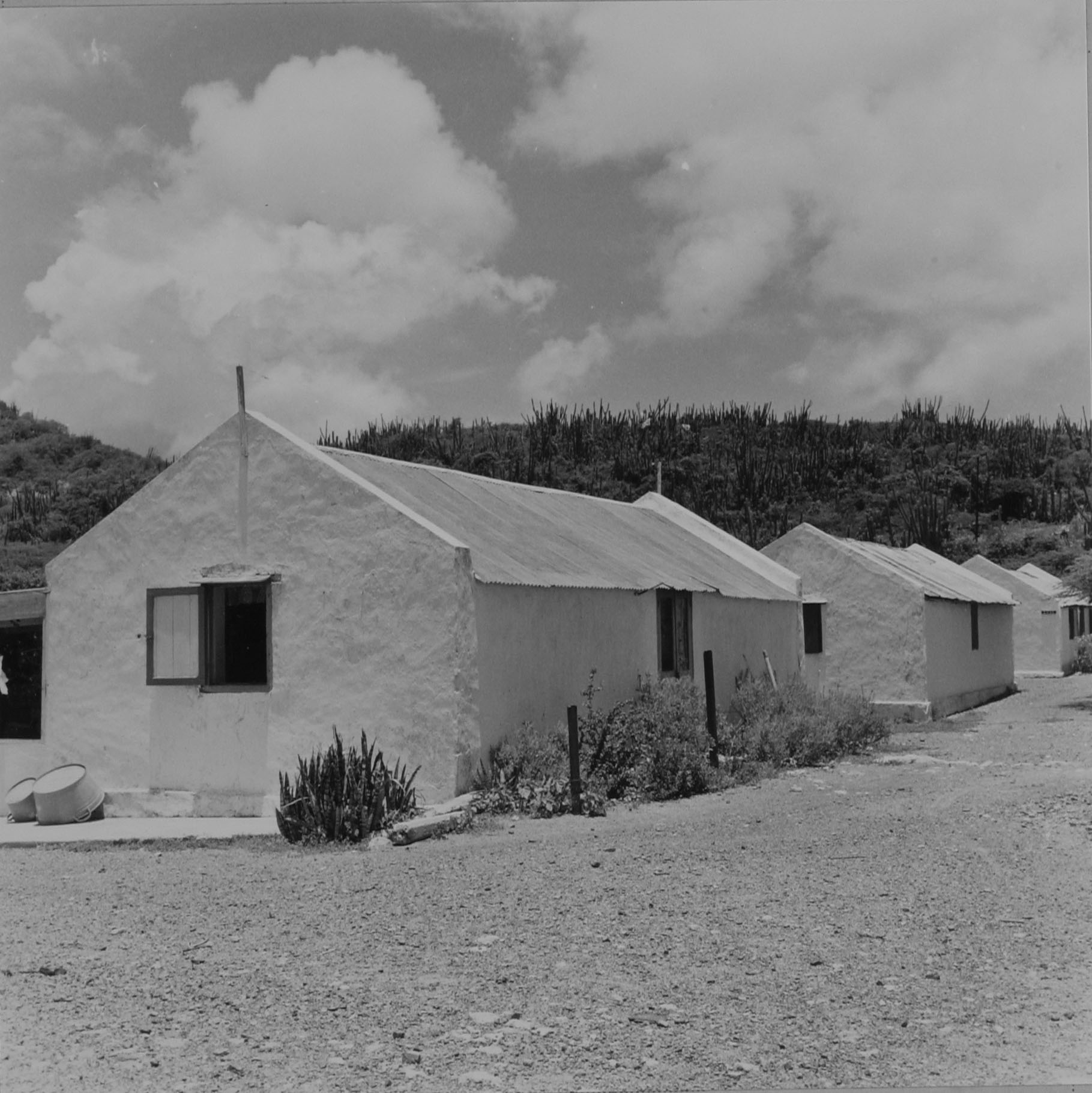
De voormalige slavenhuisjes op Savonet (1964)

Volgens sommige documenten werkten op Savonet op zijn 'hoogtepunt' 242 tot slaaf gemaakten. Omdat water schaars was, leden de tot slaaf gemaakten en zelfs hun eigenaren armoede en soms zelfs honger. Iedereen op de plantage was afhankelijk van de oogst, daarom was het belangrijk dat deze slaagde. Mede omdat tot slaaf gemaakten een grote investering vormden, werden zij relatief "goed" behandeld. Na de afschaffing van de slavernij in 1863 bleven de vrije slaven dan ook op de plantage werken in ruil voor een stukje land. Hierdoor bleef deze tot in de jaren 1950 functioneren.
Op een kleine honderd meter ten westen van de ruïnes van Zorgvlied staat het vervallen bombahuis (kas di bomba) en een slavenpaal (djaka comé), waar volgens volksverhalen tot slaaf gemaakten gemarteld werden. In het bombahuis woonde de slavenopzichter die tot slaaf gemaakten die zich niet aan de regels hielden zweepslagen zou hebben gegeven aan deze paal, die ook genoemd wordt in de Sambumbu-boekjes van pater Paul Brenneker. De stenen paal was oorspronkelijk echter mogelijk een soort baken waarop vuur werd gestookt om smokkelwaar aan land te brengen. Aan het slavenverhaal wordt getwijfeld.

Nabij Zorgvlied ligt een berg stenen met de naam 'Piedra di monton'. Deze berg werd aangelegd door tot slaaf gemaakten en verwijst naar het bijgeloof dat als een tot slaaf gemaakte geen zout at en een steen op de berg legde, de berg na verloop van tijd hoog genoeg zou zijn om tot slaaf gemaakten door het zingen van een speciaal lied terug te laten vliegen naar het vrije Afrika.